# Ji’an

Lage Ji’ans in der Provinz Jiangxi

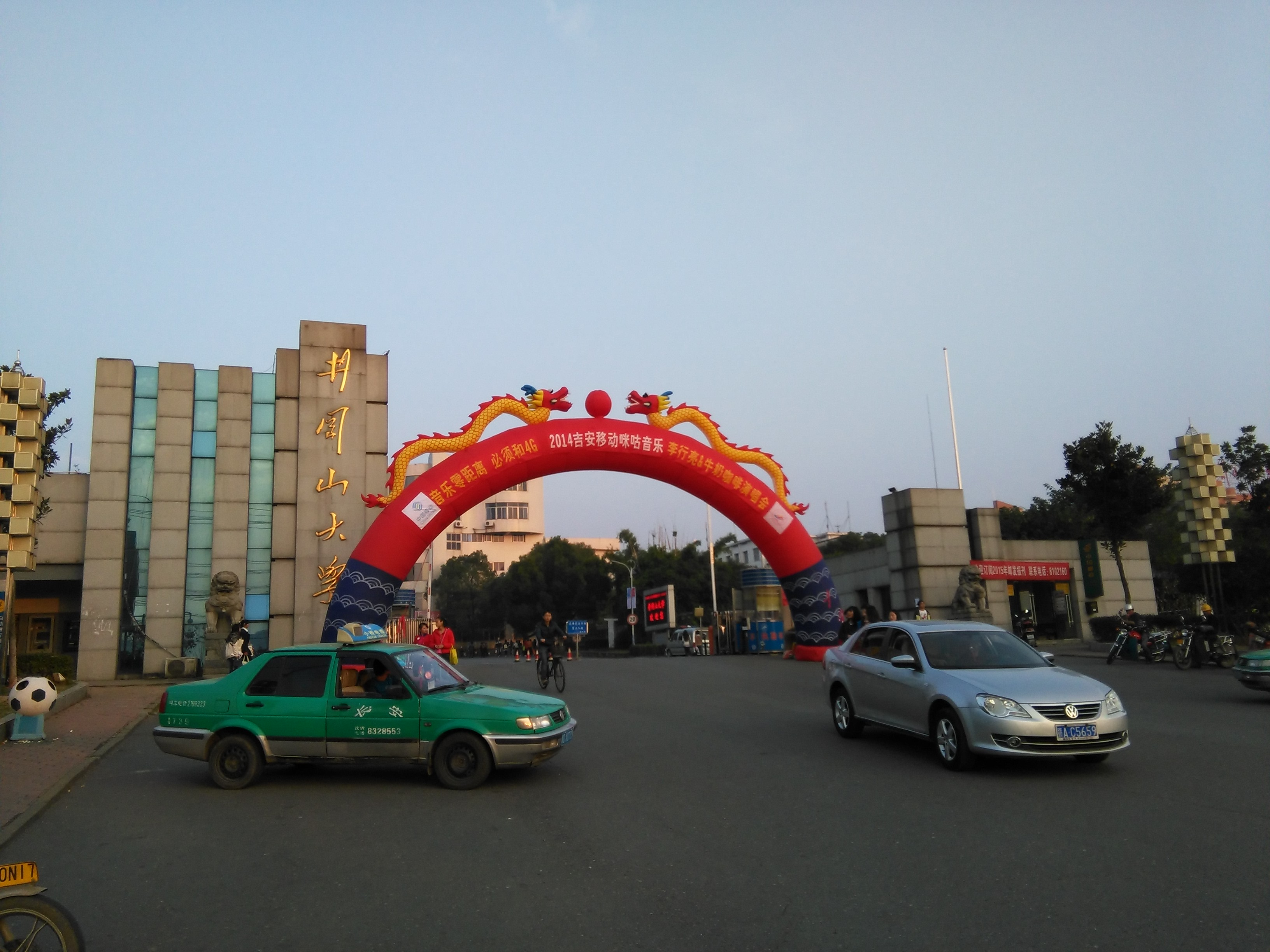
Jinggangshan-Universität

Ji’an (chinesisch 吉安市, Pinyin Jí’ān Shì) ist eine bezirksfreie Stadt in der chinesischen Provinz Jiangxi. Sie hat 4.469.176 Einwohner (Stand: Zensus 2020) und eine Gesamtfläche von 25.283 km². In dem eigentlichen städtischen Siedlungsgebiet von Ji’an leben 328.318 Menschen (Stand: Zensus 2010).
Ji’an war Namensgeber für den Ji’an-Dialekt des Gan.

## Administrative Gliederung
Auf Kreisebene gliedert sich Ji’an in zwei Stadtbezirke, eine kreisfreie Stadt und zehn Kreise. Diese sind (Stand: Zensus 2010):
- Stadtbezirk Jizhou (吉州区), 424 km², 338.523 Einwohner, Zentrum, Sitz der Stadtregierung;
- Stadtbezirk Qingyuan (青原区), 916 km², 200.176 Einwohner;
- Stadt Jinggangshan (井冈山市), 1.288 km², 152.310 Einwohner;
- Kreis Ji’an (吉安县), 2.122 km², 464.295 Einwohner, Hauptort: Großgemeinde Dunhou (敦厚镇);
- Kreis Jishui (吉水县), 2.506 km², 501.337 Einwohner, Hauptort: Großgemeinde Wenfeng (文峰镇);
- Kreis Xiajiang (峡江县), 1.298 km², 184.483 Einwohner, Hauptort: Großgemeinde Shuibian (水边镇);
- Kreis Xingan (新干县), 1.245 km², 329.830 Einwohner, Hauptort: Großgemeinde Jinchuan (金川镇);
- Kreis Yongfeng (永丰县), 2.710 km², 428.276 Einwohner, Hauptort: Großgemeinde Enjiang (恩江镇);
- Kreis Taihe (泰和县), 2.660 km², 512.225 Einwohner, Hauptort: Großgemeinde Cengjiang (澄江镇);
- Kreis Suichuan (遂川县), 3.102 km², 535.974 Einwohner, Hauptort: Großgemeinde Quanjiang (泉江镇);
- Kreis Wan’an (万安县), 2.038 km², 301.699 Einwohner, Hauptort: Großgemeinde Furong (芙蓉镇);
- Kreis Anfu (安福县), 2.793 km², 385.631 Einwohner, Hauptort: Großgemeinde Pingdu (平都镇);
- Kreis Yongxin (永新县), 2.181 km², 475.580 Einwohner, Hauptort: Großgemeinde Hechuan (禾川镇).